# Próchnica (Tuchowicz)
Próchnica – część wsi Tuchowicz w Polsce, położona w województwie lubelskim, w powiecie łukowskim, w gminie Stanin.
W latach 1975–1998 Próchnica należała administracyjnie do województwa siedleckiego.